# بولس فرح
بولس فرح (بالانجليزية: Bulus Farah) هو نقابي ومفكر ومؤرخ وسياسي فلسطيني، ولد عام 1910 أسس اتحاد النقابات العمالية العربية وجمعيات العمل عام 1942.
نشط فرح في العمل النقابي والثوري والسياسي وكان من المشاركين في كتابة وصناعة التاريخ الفلسطيني الحديث والمعاصر، يعتبره الكثير ذو وعي سياسي ووطني ومن أكثر المخلصين للمشروع القومي العروبي وللفكر الماركسي المادي. كان من المشاركين في كتابة وصناعة التاريخ الفلسطيني الحديث والمعاصر وكان مدافعاً عن قضية الإنسان ورفض قرار التقسيم داعياً إلى إقامة دولة فلسطينية ديمقراطية شعبية نموذجية في المنطقة العربية تقوم على رضى الشعبين ووضع حد للحروب.

## عمله السياسي والنقابي
عمل فرح في ورش سكك الحديد في حيفا عام 1925 كمتدرب يبلغ من العمر خمسة عشر عامًا. انضم إلى الحزب الشيوعي الفلسطيني عام 1934، وابتعث على إثر ذلك إلى جامعة كادحي الشرق، ثم عاد إلى فلسطين عام 1938، حاملا معه فكرا ثوريا متجددا وناقما على قيادة الحزب الشيوعي آنذاك وخاصة رضوان الحلو. وبسبب شخصيته القيادية، التف حوله العديد من أعضاء الحزب الشيوعي المستائين من قيادة الحزب والتي اتهموها بضعف الأداء وبالانحراف عن أهداف الحزب ومحاباتها لبعض التوجهات الصهيونية. وفي خضم هذا الصراع السياسي، طرد فرح من اللجنة المركزية للحزب، واتهم بأنه مخبر لحساب شرطة الانتداب، وهي تهمة نفاها عن نفسه.
في عام 1941، بدأ فرح بالعمل خارج الحزب، منظما ومحفزا وقائدا لجمع من النشطاء سواء كانوا أعضاء في الحزب أم شبابا من خريجي المدارس والجامعات من ذوي التوجهات اليسارية. وقاد فرح وأتباعه جهودا في تنظيم العمال في حيفا، وخصوصا ممن كانوا مستائين من ضعف عمل جمعية العمال العرب الفلسطينيين، وعدم استغلالها للفرص المتاحة أمامها لكسب المزيد من التنازلات من حكومة الانتداب في فترة الحرب العالمية الثانية. في عام 1942، أسس بولس وأتباعه ناديا أسموه نادي شعاع الأمل، ليكون مركزا لنشاطاتهم، مما حدا بالحزب الشيوعي بأن يؤسس ناديا منافسا سُمي نادي الشعب، إلا أنه لم يستطع أن يضاهي شهرة وتأثير منافسه شعاع الأمل.

## كتاباته
أنجز بولس فرح في حياته كتابين هما، «تاريخ العرب الاجتماعي» و«من العثمانية إلى الدولة العبرية».